# Pobrđani (gmina Kozarska Dubica)
Pobrđani  (cyr. Побрђани) – wieś w Bośni i Hercegowinie, w Republice Serbskiej, w gminie Kozarska Dubica. W 2013 roku liczyła 144 mieszkańców.